# John Christy
John Raymond Christy es un climatólogo estadounidense de la Universidad de Alabama en Huntsville (UAH) cuya área de trabajo es la teledetección a través de satélite del clima global y el cambio climático global. Es conocido, por desarrollar, junto a Roy Spencero, el primer registro de temperatura por satélite exitoso del mundo.

## Primeros años y formación
Christy nació en Fresno, California y desde muy pequeño mostró curiosidad por el clima, en especial porque el clima en el Valle de San Joaquín era tan diferente al de las Montañas Sierra. Recuerda que construyó su primera serie de datos "cuando tenía 12 años, utilizando un lápiz mecánico, papel para graficar y una división larga (no había calculadoras en esa época). Fui un nerd del clima desde entonces". Recibió su B.A. en Matemáticas de la Universidad Estatal de California en Fresno en 1973, y una Maestría y un Ph. D. en Ciencias Atmosféricas de la Universidad de Illinois en 1984 y 1987, respectivamente. Su tesis doctoral fue titulada, Una investigación de la circulación general asociada con anomalías extremas en la masa atmosférica de la media hemisférica.
Antes de comenzar su carrera científica, Christy enseñó física y química como profesor misionero en Nyeri, Kenia entre 1973 y 1975. Después de obtener un título de Maestría en Divinidad del Seminario Bautista Golden Gate en 1978 sirvió cuatro años como misionero-pastor bivocacional en Vermillion, Dakota del Sur, en donde también enseñó matemáticas a nivel universitario.

## Carrera científica
Christy es el Profesor Distinguido de Ciencia Atmosférica y el director del Centro de Ciencia del Sistema Terrestre en la Universidad de Alabama en Huntsville. Fue designado como climatólogo del estado de Alabama en el 2000. Por su desarrollo de una serie de datos de la temperatura global a partir de información satelital recibió la Medalla por Logro Científico Excepcional por parte de la NASA y el Premio Especial de la Sociedad Meteorológica Americana. En 2002, Christy fue elegido como Fellow de la Sociedad Meteorológica Americana.
Desde 1989 Christy, junto con Roy Spencer, ha mantenido un registro de temperatura atmosférico derivado de unidades de medida de sondeo de microondas, comúnmente llamado el "registro UAH". Este en su momento fue muy controversial: Desde el principio de los registros atmosféricos a finales de 1978 y hasta 1998 mostró una tendencia global al enfriamiento, aunque las mediciones desde la tierra y los instrumentos utilizados en globos mostraron calentamiento en muchas regiones. Parte de la tendencia global de enfriamiento observada por los satélites puede ser atribuida a varios años de temperaturas por debajo de lo normal y al enfriamiento causado por la erupción del volcán Monte Pinatubo. Parte de la discrepancia entre las tendencias atmosféricas y de la superficie fue resuelta a lo largo de varios años a medida que Christy, Spencer y otros identificaron varios factores, incluyendo el desplazamiento y el decaimiento de la órbita, lo que ocasionó un sesgo en los datos recolectados por instrumentos satelitales. Desde que se realizó la corrección de los datos en agosto de 1998 (y el importante evento de calentamiento del Océano Pacífico La Niña del mismo), la recolección de información por parte de instrumentos satelitales han mostrado un incremento promedio de la temperatura en la atmósfera. A partir de noviembre de 1978, hasta marzo de 2011, la atmósfera de la Tierra se ha calentado a un ritmo de aproximadamente 0,14 °C por década, según el registro de satélite de UAHuntsville.
Christy fue el autor principal de una sección del reporte de 2001 del IPCC y el reporte del CCSP de los Estados Unidos titulado Tendencias de Temperatura en la Atmósfera Baja – Entendiendo y Reconciliando Diferencias. Christy también firmó la declaración de la Unión Americana de Geofísica de 2003 sobre el cambio climático.
Christy también ha realizado una reconstrucción detallada de la temperatura de la superficie en California Central. Encontró que los registros de cambios de temperatura eran consistentes con una alteración del medioambiente en la superficie causada por el incremento en la irrigación, lo que cambió un desierto de alto-albeldo a una planicie más oscura, húmeda y vegetada".

## Posiciones
En una entrevista en 2003 con la National Public Radio sobre la declaración de la Unión Americana de Geofísica (AGU) de ese mismo año, dijo que era "un duro detractor de los científicos que hacían predicciones catastróficas de altísimos incrementos en las temperaturas globales y tremendos incrementos en los niveles del mar". No obstante, añadió que "es científicamente inconcebible que luego de transformar bosques en ciudades y millones de acres en tierras agrícolas, soltar cantidades masivas de hollín y polvo al aire, además de gases de efecto invernadero, que el curso natural del clima no haya sido alterado de alguna manera".
En una entrevista de 2009 con la Revista Fortune sobre su firma en la declaración de 2003 de la AGU, dijo: "Sobre la AGU, pienso que fue una buena declaración porque no hablaba de una gran magnitud del calentamiento. Solo dijimos que los efectos humanos tenían una influencia sobre el calentamiento, y eso ciertamente es verdad. No hay nada sobre desastre o catástrofe. De hecho, me molesté mucho con la última declaración de la AGU [de 2007]. Fue de lo más alarmista".
En un editorial de 2007 en el Wall Street Journal, escribió: "Estoy seguro que la mayoría (aunque no todos) mis colegas del IPCC se avergonzarán cuando diga esto, pero no veo la catástrofe en camino ni la señal definitiva que demuestre que la actividad humana es la causa de la mayoría del calentamiento que vemos".
En 2007 en un juicio relacionado con la regulación de emisiones de automóviles en Vermont, el Fiscal de Distrito Juez William K. Sessions escribió, "El mismo experto del demandante, el Dr. Christy, está de acuerdo con las conclusiones del IPCC [de 2001] que en vista de nueva evidencia y tomando en cuenta cierta incertidumbre, gran parte del calentamiento observado en los últimos cincuenta años probablemente se deba a un incremento en las concentraciones de gases invernadero". Lo que Christy dijo en su testimonio fue, "Saben, es una declaración que tiene muchas cualificaciones en ella, por lo que es difícil estar en desacuerdo con ella" y "Me vio detenerme por un buen rato - esto fue hace seis años. Y la pregunta fue sobre lo que yo pensaba hace seis años". Cuando se le preguntó si actualmente estaba de acuerdo con la conclusión del IPCC, Christy respondió, "Como contesté aquí, debido a las importantes cualificaciones en ese reporte, no tengo ninguna observación significativa".
En un testimonio escrito de 2008 para la Comisión de Medios y Arbitrios de la Cámara de Representantes de Estados Unidos, indicó: "Según mi análisis, las acciones que están siendo consideradas para 'detener al calentamiento global' tendrán un impacto imperceptible en lo que sea que el clima hará, al mismo tiempo que harán más cara la energía, teniendo de esta manera un impacto negativo sobre la economía en su conjunto. Hemos descubierto que los modelos climáticos y las series de datos más populares de temperatura de la superficie exageran los cambios en la atmósfera real y que los cambios en sí no son alarmantes".
En 2014, Christy y su colega de la UAH Richard McNider escribieron un artículo en el Wall Street Journal en el cual criticaron los modelos climáticos diciendo que hacían predicciones poco certeras. También descartó el consenso científico sobre el calentamiento global argumentando que en un momento había un consenso que la putrefacción causaba escorbuto, lo cual más adelante se comprobó que estaba equivocado. Aún así, sus afirmaciones han sido desmentidas por otros expertos en el campo.
En 2017, Christy argumentó en The Daily Caller que los modelos climáticos sobreestimaban el impacto del CO2. Climate Feedback, un sitio web de verificación de datos, determinó que su afirmación era falsa.

## Premios
- 1991: Medalla de la NASA al Logro Científico Excepcional (junto a Roy Spencer).[19]
- 1996: Premio de la AMS "desarrollar un registro global y preciso de la temperatura de la Tierra desde satélites en órbita polar, contribuyendo al progreso de nuestra habilidad para poder monitorear el clima" (junto a Roy Spencer).[19]

## Obras selectas

### Artículos
- Christy, John R. (1 de noviembre de 2007). «My Nobel Moment». The Wall Street Journal.
- Christy, John R. (13 de noviembre de 2007). «No consensus on IPCC's level of ignorance». BBC News.

### Artículos evaluados por pares
- Spencer, Roy W.; Christy, John R. (1990). «Precise Monitoring of Global Temperature Trends from Satellites». Science 247 (4950): 1558-1562. Bibcode:1990Sci...247.1558S. doi:10.1126/science.247.4950.1558.
- Dutton, Ellsworth G.; Christy, John R. (1992). «Solar radiative forcing at selected locations and evidence for global lower tropospheric cooling following the eruptions of El Chichon and Pinatubo». Geophysical Research Letters 19 (23): 2313-2316. Bibcode:1992GeoRL..19.2313D. doi:10.1029/92GL02495. Archivado desde el original el 13 de octubre de 2012. Consultado el 25 de agosto de 2014.
- Christy, John R.; Spencer, Roy W.; Braswell, William D. (1999). «MSU Tropospheric Temperatures: Dataset Construction and Radiosonde Comparisons». Journal of Atmospheric and Oceanic Technology 17 (9): 1153-1170. Bibcode:2000JAtOT..17.1153C. doi:10.1175/1520-0426(2000)017<1153:MTTDCA>2.0.CO;2.
- Christy, John R.; Spencer, Roy W.; Norris, William B.; Braswella, William D.; Parker, David E. (2003). «Error Estimates of Version 5.0 of MSU–AMSU Bulk Atmospheric Temperatures». Journal of Atmospheric and Oceanic Technology 20 (5): 613-629. Bibcode:2003JAtOT..20..613C. doi:10.1175/1520-0426(2003)20<613:EEOVOM>2.0.CO;2.
- Douglass, David H.; Christy, John R.; Pearson, Benjamin D.; Singer, S. Fred (2008). «A comparison of tropical temperature trends with model predictions». International Journal of Climatology 28 (13): 1693-1701. Bibcode:2008IJCli..28.1693D. doi:10.1002/joc.1651.
- Douglass, David H.; Christy, John R. (2009). «Limits on CO2 Forcing From Recent Temperature Data of Earth». Energy & Environment 20 (1–2): 177-189. Bibcode:2008arXiv0809.0581D. arXiv:0809.0581. doi:10.1260/095830509787689277. Archivado desde el original el 28 de enero de 2013.
- Christy, John R.; Herman, Benjamin; Pielke Sr., Roger et al. (2010). «What Do Observational Datasets Say About Modeled Tropospheric Temperature Trends Since 1979?». Remote Sensing 2 (9): 2148-2169. Bibcode:2010RemS....2.2148C. doi:10.3390/rs2092148.